# Подпольная империя (эпизод)
«Подпольная империя» (англ. «Boardwalk Empire») — пилотный эпизод криминального драматического сериала канала HBO «Подпольная империя». Сценарий был написан создателем сериала Теренсом Уинтером, а режиссёром стал Мартин Скорсезе, при бюджете $18 миллионов, эпизод представляет персонажа Наки Томпсона, в исполнении Стива Бушеми, в роли коррумпированного казначея Атлантик-Сити, который вовлечён в азартные игры и продажу алкоголя в 1920 году. Шоу использовало огромный актёрский состав и специально сооружённый променад, чтобы воссоздать эпоху Сухого закона и Джаза, и основано на книге «Подпольная империя: Рождение, рассвет и коррупция в Атлантик-Сити» Нельсона Джонсона. Съёмки пилотного эпизода происходили в различных местах в и вокруг Нью-Йорка в июне 2009 года. Премьера эпизода состоялась в США 19 сентября 2010 года.
Эпизод начинается с того, что на бутлегеров нападают из засады, а затем переходит на митинг Женской лиги трезвости тремя днями ранее, во время которого Наки Томпсон привлекает внимание беременной женщины, которая позже просит помощи у Томпсона для своего мужа, Ганса Шрёдера. В ночном клубе, через день после митинга, нам представляют других персонажей, включая брата Томпсона, Илая, городского шерифа, и Джимми Дармоди, политического помощника. Томпсон заключает сделку на поставку алкоголя четырём гангстерам, включая Арнольда Ротштейна, который соглашается использовать своих людей для транспортировки алкоголя. Между тем, пьяный Шрёдер ругается с Томпсоном, а затем избивает свою жену, что приводит к выкидышу. На следующий день, Дармоди планирует с Алем Капоне ограбить приходящую отгрузку виски Ротштейна. Эпизод возвращается к засаде и мы видим, как Капоне и Дармоди стреляют по всем бутлегерам и сбегают с виски, а Джимми позже даёт Томпсону долю от ограбления.
Дэвид Хинкли из New York Daily News присудил эпизоду пять звёзд, говоря: "Просмотр новой 'Подпольной империи' канала HBO напоминает то, когда ты сидишь в любимой таверне и слышишь как кто-то говорит: 'Напитки на дом.' Друзья, лучше не бывает." Пэйдж Вайзер из Chicago Sun-Times назвал его "событием, которое нельзя пропустить," и особенно похвалил Бушеми, назвав его выступление "очаровательным". Эпизод посмотрели 4.81 миллионов зрителей. Эпизод стал премьерой с самый высоким рейтингом на HBO с момента выхода пилотного эпизода «Дедвуда» в марте 2004 года. После этого успешного дебюта, HBO сразу продлил сериал на второй сезон.

## Сюжет
Эпизод начинается в 1920 году. Группа бутлегеров переправляет виски Canadian Club с лодок в США, но двое мужчин в лыжных масках позже нападают на их грузовики из засады и держат их на мушке. Сцена затем переходит к моменту тремя днями ранее, когда казначей округа Атлантик, Енох "Наки" Томпсон, выступает с лейтмотивом на митинге Женской лиги трезвости накануне Сухого закона. Он вдохновляет всю женскую аудиторию своей историей "из грязи в князи" и антиалкогольной риторикой.
Наки рано покидает митинг и оперативно движется в клуб Babette's Supper Club, где шумное собрание выборных должностных лиц, включая мэра Атлантик-Сити и брата Наки, шерифа Илаэса "Илая" Томпсона, празднуют наступление Запрета и прибыльные бутлегерские возможности, которые он принесёт. Наки раскладывает логистику и представляет своего водителя Джеймса "Джимми" Дармоди, который только что вернулся после службы во время Первой мировой войны, и назначает его помощником, Пэдди Райана, молодого босса, который является частью политической машины Наки. Когда наступает полночь и Закон официально вступает в силу, все тусовщики в клубе поднимают тост за "смерть" алкоголя и весело продолжают вечеринку. Чувствующий себя угрюмо и некомфортно Джимми быстро уходит.
Следующим утром, Джимми и Анджела, его гражданская жена, обсуждают их будущее. Она хочет, чтобы он вернулся на учёбу в Принстон, но он считает, что это займёт слишком много времени и решает продолжить работать на Наки. Между тем, Томпсон встречает Маргарёт Шрёдер, беременного члена Женской лиги трезвости. Когда та просит о работе для своего мужа, Наки даёт ей пачку денег и велит Джимми отвезти её домой.
С наступлением ночи, Джимми и Наки посещают похоронное бюро Микки Дойла, место для подпольной перегонки алкоголя. Микки подшучивает над Джимми, дав ему выпить формальдегид, за что Джимми набрасывается на него, чуть не компрометируя операцию. Обруганный Наки, Джимми требует более важной работы и подразумевает, что война сделала его взрослым. Наки сначала задабривает его, но в конечном счёте бросает вызов Джимми, чтобы он сделал свои собственные возможности.
Далее, Наки обедает с четырьмя основными фигурами мафии, Арнольдом Ротштейном и Лаки Лучано из Нью-Йорка, Большим Джимом Колосимо из Чикаго и Джонни Торрио, которые соглашаются начать покупать морскую поставку алкоголя Наки. Ротштейн просит немного алкоголя для свадьбы друга, и Наки соглашается продать ему последнюю партию, при условии, что люди Ротштейна подберут её. Ротштейн просит отложить платёж до следующего дня. Тем временем, ожидая своего босса, Джимми знакомится с водителем Торрио, Алем Капоне.
На следующий день, Ротштейн, известный картёжник и шулер, обдирает казино Наки на $90 000. Наки прибывает и выпроваживает Ротштейна с его выигрышем, за вычетом стоимости пересылки виски. Когда он уходит, Ганс Шрёдер, ревнивый и жестокий муж Маргарет, противостоит Наки. Когда Наки видит, что Ганс играет на деньги, которые он ранее дал Маргарет, он бьёт и выкидывает его. Этой ночью, пьяный Ганс сильно избивает Маргарет, что приводит её к выкидышу.
Наступает день кражи. Джимми вербует Капоне для ограбления партии виски Ротштейна. Эпизод возвращается к завершению начального ограбления, в монтаже переплетаясь со сценами комедийной рутины в исполнении Эдди Кантора, где его навещает Наки и его любовница. Капоне, напуганный оленем, открывает огонь по сдающимся контрабандистам. Джимми и Капоне убивают их всех и сбегают с похищенными грузовиками. В то же время, только в трёх милях отсюда, команда федеральных агентов устраивает облаву на похоронное бюро Микки.
С помощью Илая, Наки приходит к выводу, что Джимми встречался с агентами накануне и сообщил о Микки, и поэтому также может быть вовлечён в параллельное ограбление. При противостоянии, Джимми признаётся, что он рассчитывал на прощение Наки и просит его о помощи с более агрессивными преступными предприятиями, утверждая, что война оставила его без будущего, кроме того, что с насилием. Джимми уплотняет соучастие Наки, давая ему долю прибыли и предупреждает Наки, что он больше не может позволить себе быть "наполовину гангстером".
Наки узнаёт о госпитализации Маргарет. Он велит Илаю похитить Ганса. Сцены, показывающие Илая и его заместителей, ведущих Ганса в море и избивающих его до смерти, переплетаются с убийством Колосимо в его Чикагском ресторане. Радио сообщает, что полиция назвала Ганса подозреваемым в убийстве людей Ротштейна, подразумевая, что Наки продолжит защищать Джимми. Эпизод заканчивается тем, что Наки доставляет цветы восстанавливающейся и овдовевшей Маргарет.

## Производство

### Производство
Лауреат премии «Эмми» Теренс Уинтер, который был исполнительным продюсером и сценаристом критически успешного телесериала канала HBO «Клан Сопрано», был нанят, чтобы адаптировать роман «Подпольная империя: Рождение, рассвет и коррупция в Атлантик-Сити» 4 июня 2008 года. Уинтер был заинтересован в создании сериале, действие которого происходит в 1920-х годах, чувствуя, что они никогда не были толком ранее изучены. Именно по этой причине он решил сосредоточиться на адаптации романа о разделе эпохи Сухого закона. 1 сентября 2009 года, было объявлено, что лауреат премии «Оскар», режиссёр Мартин Скорсезе, станет режиссёром пилота. Это станет его первой режиссёрской работой на телевидении с тех пор, как он снял эпизод «Удивительных историй» Стивена Спилберга в 1986 году. Производство будет очень амбициозным, с некоторой даже спекуляцией это будет слишком большой масштаб для телевидения. "Я думал: 'Это бесполезно. Как же мы можем позволить себе подпольную, или империю?'" - говорит создатель Теренс Уинтер. "Мы не можем назвать это 'Подпольной империей' и не видеть променад." Производство в конечном счёте построит 300-футовый (91 м) променад на пустыре в Бруклине, Нью-Йорке, ценой в пять миллионов долларов. Несмотря на сообщённый бюджет в $50 миллионов, бюджет финала пилота обошёлся в $18 миллионов.

### Кастинг

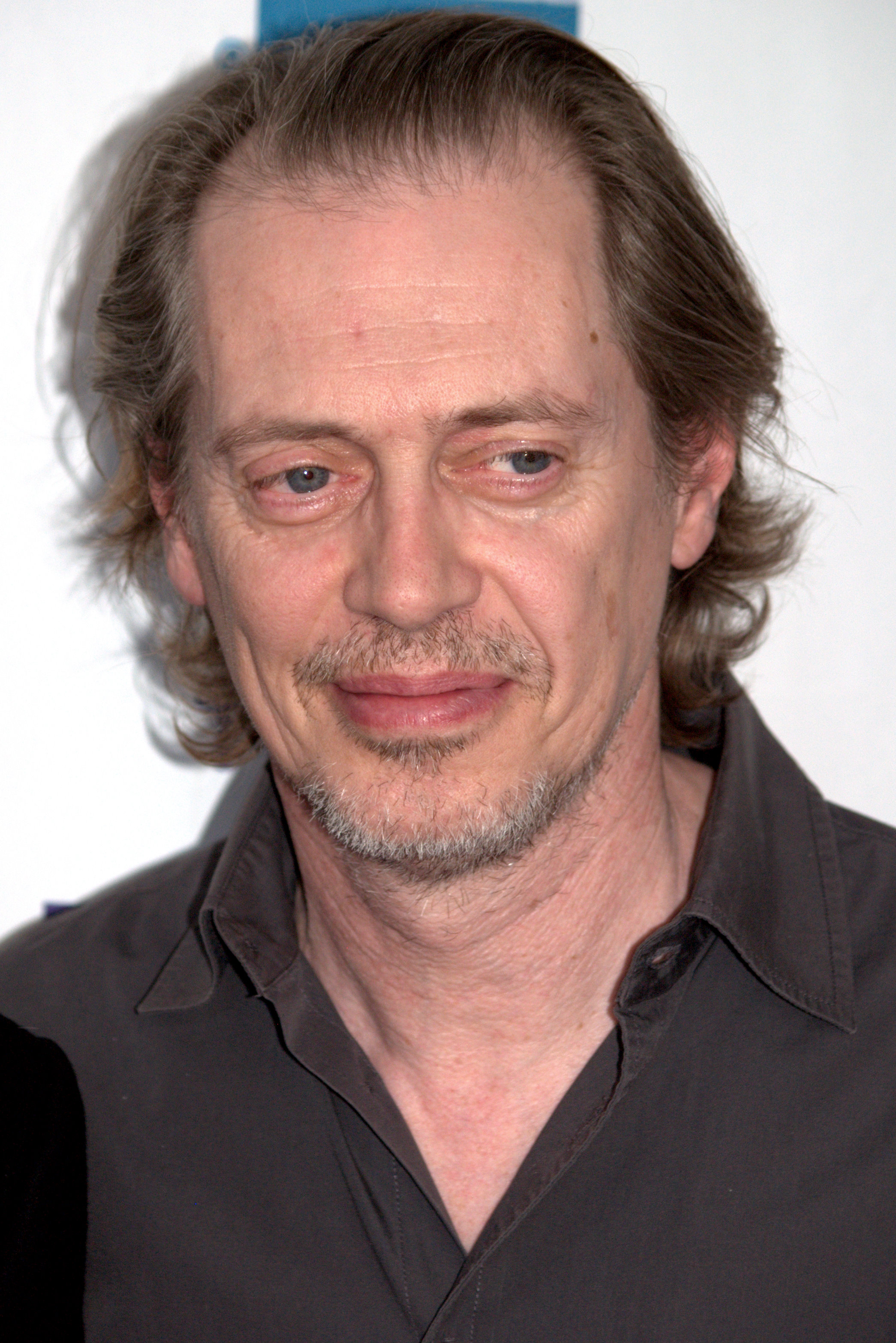
Стив Бушеми играет Еноха "Наки" Томпсона.

"Скорсезе притягивает актёров," - прокомментировал Уинтер. "Все хотят работать с ним. У меня были все эти картины на моей стене и я подумал: 'Я пожалуй напишу что-нибудь хорошее для этих людей.'" В кастинге на роль Наки Томпсона (основанного на реальном политическом боссе Атлантик-Сити, Енохе Л. Джонсоне), Уинтер хотел отклониться от настоящего Джонсона настолько, насколько это возможно. "Если бы взяли для роли того, кто действительно был похож на настоящего Наки, то мы бы взяли Джима Гандольфини." Идея позвать Стива Бушеми на главную роль появилась тогда, когда Скорсезе упомянул, что он хотел поработать с актёром, которого Уинтер хорошо знал, работая с ним над «Кланом Сопрано». Уинтер прислал Бушеми сценарий, который откликнулся с большим энтузиазмом: "Я просто подумал: 'Вау. Мне почти жаль, что я прочитал это, потому что если я не пойму это, мне будет очень грустно.' Мой ответ был: 'Терри, я знаю, что ты смотришь на других актёров'... а он сказал: 'Нет, нет, Стив, я сказал, что мы хотим тебя.'" Скорсезе пояснил: "Я люблю диапазон, который у него есть, его драматическое чувство, но также и его чувство юмора."
Вслед за Бушеми скоро последовал Майкл Питт, наиболее известный своей ролью в фильме Бернардо Бертолуччи «Мечтатели». К нему вскоре присоединились Келли Макдональд, Винсент Пьяцца и Майкл Шэннон, который только что получил номинацию на премию «Оскар» за свою роль в фильме Сэма Мендеса «Дорога перемен».

### Съёмки
Съёмки пилотного эпизода происходили в различных местах в и вокруг Нью-Йорка в июне 2009 года. В создании визуальных эффектов в сериале, компания обратилась к обосновавшейся в Бруклине компании по эффектам Brainstorm Digital. Гленн Аллен, продюсер визуальных эффектов для «Подпольной империи» и сооснователь Brainstorm, говорит: "Это наша самая сложная работа на сегодняшний день. Всё сейчас в HD, поэтому мы должны рассматривать его как художественный фильм." "Каждый раз когда вы работаете над чем-то историческим, то это гораздо интересней", - комментирует художник визуальных эффектов Крис Весселман, который использовал архивные фотографии, открытки и архитектурные планы, чтобы воссоздать набережные Атлантик-Сити с максимально возможной точностью. "Нам пришлось исследовать, каким на самом деле был Атлантик-Сити. Пирсы были самой сложной деталью, так как каждое лето они менялись - новые дома, новые объявления." Потребовалось два месяца, что фирма завершила все визуальные эффекты для пилота.

## Реакция

### Реакция критиков
Эпизод получил признание от телевизионных критиков. Мэтт Раш из TV Guide похвалил брак Скорсезе и Уинтера, говоря: "... блестяще женит виртуозный кинематографический взгляд Мартина Скорсезе с панорамным мастерством и историями, полными событий, Теренса Уинтера", и закончив свою рецензию, заявляя: "Это самое чистое - и нечистое - приятное повествование, которое HBO когда-либо доставляло, как кино, которое вы не хотите, чтобы закончилось."
Однако, не все критические отзывы были благоприятными. Нэнси Франклин из The New Yorker почувствовала, что сериал слишком тесно пересекался с «Кланом Сопрано», и далее говорит: "... на первый эпизод было потрачено 20 миллионов долларов, и это подлинно выглядит, как это ни парадоксально, кажется безжизненным. Вы постоянно в курсе, что вы смотрите что-то историческое, хотя и с некоторыми яркими сценами и интересными деталями."

## Награды
| Церемония                                        | Категория                                                 | Номинант(ы) | Результат |
| ------------------------------------------------ | --------------------------------------------------------- | --- | --------- |
| 63-я церемония премии Гильдии режиссёров Америки | Лучшая режиссура драматического сериала                   | Мартин Скорсезе | Победа    |
| 63-я церемония премии «Эмии»                     | Лучшая режиссура драматического сериала                   | Мартин Скорсезе | Победа    |
| 63-я церемония премии «Эмии»                     | Лучшая работа художника-постановщика в сериале            | Боб Шоу, Дуглас Хусти, Дебра Шутт                                                                                                | Победа    |
| 63-я церемония премии «Эмии»                     | Лучшая операторская работа в сериале                      | Стюарт Драйбёрг | Номинация |
| 63-я церемония премии «Эмии»                     | Лучшие причёски в сериале                                 | Майкл Кристон, Джерри Декарло | Номинация |
| 63-я церемония премии «Эмии»                     | Лучший грим в сериале (несложный)                         | Ники Ледерманн, Эвелин Нораз | Победа    |
| 63-я церемония премии «Эмии»                     | Лучший монтаж драматического сериала                      | Сидни Волински | Победа    |
| 63-я церемония премии «Эмии»                     | Лучший звук в сериале                                     | Филип Стоктон, Юджин Герти, Фред Розенберг, Марисса Литтлфилд, Стив Висшер, Дженнифер Даннингтон, Марко Костанцо                 | Победа    |
| 63-я церемония премии «Эмии»                     | Лучший звуковой монтаж в драматическом сериале (один час) | Фрэнк Стеттнер, Джефф Пуллман, Том Фляйшмен                                                                                      | Номинация |
| 63-я церемония премии «Эмии»                     | Лучшие визуальные эффекты                                 | Роберт Стромберг, Дэвид Таритеро, Джастин Болл, Пол Графф, Ричард Фридлендер, Стив Киршофф, Дж. Джон Корбетт, Брайан Сэйлс, А Ди | Победа    |

### Рейтинги
Во время его оригинального показа в 9 часов вечера, "Подпольная империя" заработала 4.81 миллионов зрителей. Эпизод был повторён дважды той ночью, сначала в 22:15, и снова в 23:30. Принимая эти трансляции во внимание, в целом 7.1 миллионов американцев посмотрели эпизод в ночь его оригинального показа, и эпизод стал премьерой с самый высоким рейтингом на HBO с момента выхода пилотного эпизода «Дедвуда» в марте 2004 года. После этого успешного дебюта, HBO сразу продлил сериал на второй сезон.